# Pascal Plovie
Pascal Plovie (7 de maio de 1965) é um ex-futebolista belga que competiu na Copa do Mundo FIFA de 1990.